# Período africano de Picasso

Les Demoiselles d'Avignon. As duas figuras à direita são consideradas o início do período africano de Picasso.

O período africano de Picasso, que durou de 1906 a 1909, foi o período em que Pablo Picasso pintou em um estilo fortemente influenciado pela escultura africana, em particular pelas máscaras tradicionais africanas e pela arte do antigo Egito, além de influências não africanas, incluindo a escultura ibérica, e também pela produção de Paul Cézanne e El Greco. Este período protocubista após os Períodos Azul e Rosa Picasso também foi chamado de Período Negro. Durante este período, Picasso coletou e inspirou-se na arte africana, o que também continuaria fazendo por muitos anos depois dele.

## Contexto e período
No início do século 20, as obras de arte africanas estavam sendo trazidas para Paris como consequência da expansão do império francês na África Subsaariana . A imprensa estava alvoroçada com histórias exageradas de canibalismo e contos exóticos sobre o reino africano do Daomé. Os maus-tratos a africanos no Congo Belga foram expostos no famoso livro de Joseph Conrad, Coração das Trevas. Foi talvez devido a esse contexto colonialista que Picasso e outros artistas começaram a buscar inspiração na arte africana. O interesse de Picasso pela arte africana foi despertado, em parte, por Henri Matisse, que lhe mostrou uma estatueta de madeira do Kongo-Vili.
Em maio ou junho de 1907, Picasso experimentou uma "revelação", ou uma "epifania", ao visitar uma exposição de arte africana no museu etnográfico do Palais du Trocadéro.  A descoberta da arte africana por Picasso influenciou alguns aspectos de sua pintura Les Demoiselles d'Avignon (concluída em julho daquele mesmo ano), especialmente na abordagem dos rostos das duas figuras no lado direito da composição. Embora muitos curadores de arte moderna tenham tentado combinar máscaras africanas específicas com os rostos dessas figuras, as comparações das máscaras africanas usadas nesses exemplos nem sempre foram muito precisas, o que pode significar que o artista tirou ideias de várias obras.
Picasso continuou a desenvolver um estilo que era derivado das artes africana, egípcia e ibérica durante os anos que precederam o início da fase de cubismo analítico de sua pintura em 1910. Outras obras do período africano de Picasso incluem o Busto de uma mulher (1907, hoje na National Gallery, em Praga); Mãe e filho (pintada no verão de 1907, hoje no Musée Picasso, em Paris); Nu com os braços levantados (1907, hoje no Museu Thyssen-Bornemisza, em Madrid, Espanha); e Três Mulheres (pintada no verão de 1908, hoje no Museu Hermitage, em São Petersburgo).

## Controvérsias
Em uma reflexão histórica, algumas questões vêm sendo apontadas, incluindo o questionamento das origens do gênero de arte africana em Picasso. O primitivismo como uma forma de estética era frequentemente usado por europeus que se inspiravam em culturas não ocidentais. Embora esteja claro que Picasso foi fortemente inspirado pela estética de culturas que não a dele, muitos historiadores e críticos de arte argumentaram que esse tipo de empréstimo era um tipo de expressão modernista.
O historiador de arte Kobena Mercer disserta sobre o quadro Demoiselles d'Avignon de Picasso em seu livro sobre a arte da diáspora negra intitulado Travel and See . Ele argumenta que a mudança estilística de Picasso em direção a uma estética inspirada na África foi centrada no próprio indivíduo de Picasso, ao mesmo passo em que artistas de minorias recebem pouco ou nenhum reconhecimento por seu trabalho inspirado em sua própria cultura.
Também pode ser visto como problemático o fato de que em Demoiselles d'Avignon as mulheres pintadas com máscaras de estilo africano sejam prostitutas da zona de prostituição de Barcelona. Picasso mascara (com máscaras africanas) esses corpos brancos para tornar sua sexualização aceitável para o público europeu. O próprio Picasso, entretanto, disse sobre a pintura "Não é um processo estético; é uma forma de magia que se interpõe entre nós e o universo hostil, um meio de tomar o poder impondo uma forma sobre nossos terrores e também sobre nossos desejos." Para ele, essas máscaras eram uma forma de conexão das pessoas entre elas e o universo hostil que ele queria que sua arte confrontasse.
Em fevereiro de 2006, uma exposição intitulada "Picasso e a África" foi apresentada em Joanesburgo, África do Sul, na Standard Bank Gallery, exibindo a produção do período africano de Picasso lado a lado com muitas esculturas africanas semelhantes às em que ele teria se inspirado. A curadora envolvida na exposição, Marylin Martin, citou em um artigo publicado no jornal The Guardian que "Picasso nunca copiou arte africana, razão pela qual esta mostra não combina nenhuma obra africana específica com Picasso", o objetivo da exposição não era acusar Picasso de roubar, mas sim mostrar como ele transcendeu aquela arte e criou uma nova estética combinando a sua própria e sua inspiração.